# Vladimir Pohilko
Vladimir Pohilko (oroszul: Владимир Я. Похилко) (Moszkva, 1954. április 7. – Palo Alto, Kalifornia,  1998. szeptember 22.) orosz akadémikus, vállalkozó.

## Élete
Pszichológus diplomáját a Moszkvai Állami Egyetemen szerezte ember-számítógép interakció szakon. 1984-ben barátjával, Alekszej Leonyidovics Pazsitnovval közösen elkészítette a népszerű Tetris című videójátékot.
1991-ben Pazsitnovval az Egyesült Államokba költöztek, ahol Henk Rogers videójáték-tervezővel és vállalkozóval megalapították az AnimaTek videójátékfejlesztő-céget. 1998. szeptember 22-én, miután vállalata pénzügyi nehézségektől szenvedett, Pohilko álmukban kalapáccsal ütlegelte, majd halálra késelte feleségét, a harmincnyolc éves Elena Fedotovát és fiukat, Petert (12), ezek után öngyilkos lett.